# Guido Burgstaller
Guido Burgstaller (Villach, 29 april 1989) is een Oostenrijks professioneel voetballer die doorgaans speelt als aanvaller. In juli 2022 verruilde hij FC St. Pauli voor Rapid Wien. Burgstaller maakte in 2012 zijn debuut in het Oostenrijks voetbalelftal.

## Clubcarrière
Burgstaller brak in 2006 door bij FC Kärnten en speelde in twee jaar tijd drieëndertig wedstrijden voor de club. In 2008 verkaste de middenvelder naar Wiener Neustadt, waar hij drie jaar actief zou zijn, voordat hij vertrok naar Rapid Wien. Zijn debuut voor Rapid maakte de middenvelder op 1 oktober 2011, toen er met 4–3 verloren werd tegen Admira Wacker. Zijn eerste doelpunt maakte hij tegen Austria Wien op 23 oktober (1–1). Een maand later, op 20 november, maakte Burgstaller tegen Red Bull Salzburg (4–2 winst) een hattrick. In 2014 verkaste hij naar Cardiff City, waar hij in een halfjaar drie wedstrijden speelde. In de winterstop van het seizoen 2014/15 verruilde hij die club dan ook weer voor 1. FC Nürnberg. Gedurende twee jaar had de Oostenrijker een basisplaats in de 2. Bundesliga en uiteindelijk kwam hij tot drieëndertig competitietreffers voor Nürnberg.
Burgstaller werd in januari 2017 voor circa anderhalf miljoen euro aangetrokken door Schalke 04, waar hij zijn handtekening zette onder een verbintenis tot medio 2020. Zijn debuut voor Schalke maakte hij op 21 januari, toen thuis gespeeld werd tegen FC Ingolstadt 04. Van coach Markus Weinzierl mocht de spits in de rust invallen voor Johannes Geis. Het bleef lang 0–0, maar in de tweede minuut van de blessuretijd was het direct Burgstaller die doelman Martin Hansen wist te verschalken en daardoor de wedstrijd te beslissen. In maart 2019 werd de verbintenis van Burgstaller met twee seizoenen verlengd tot medio 2022.
Dit contract zou hij niet uitzitten, want in september 2020 nam FC St. Pauli hem over. In Hamburg tekende hij voor drie seizoenen. Burgstaller maakte negenentwintig competitietreffers in twee seizoenen, waarop hij voor circa een half miljoen euro terugkeerde naar zijn oude club Rapid Wien. Hier tekende hij voor twee jaar. Met eenentwintig doelpunten kroonde hij zich in het seizoen 2022/23 tot topscorer van de Oostenrijkse Bundesliga. In de zomer van 2024 besloot de aanvaller zijn aanvoerdersband in te leveren. Burgstaller raakte in december 2024 zwaargewond na een mishandeling in een winkelcentrum. Door een schedelbasisfractuur was hij een paar maanden uit de roulatie.

## Interlandcarrière
Burgstaller debuteerde op 29 februari 2012 in het Oostenrijks voetbalelftal. Op die dag werd een vriendschappelijke wedstrijd tegen Finland met 3–1 gewonnen. De aanvaller moest op de bank beginnen en viel vijf minuten voor tijd in voor Andreas Ivanschitz. De andere debutant deze wedstrijd was Markus Suttner (Austria Wien).
| Interlands van Guido Burgstaller voor Oostenrijk | Interlands van Guido Burgstaller voor Oostenrijk | Interlands van Guido Burgstaller voor Oostenrijk | Interlands van Guido Burgstaller voor Oostenrijk | Interlands van Guido Burgstaller voor Oostenrijk | Interlands van Guido Burgstaller voor Oostenrijk | Interlands van Guido Burgstaller voor Oostenrijk |
| №                                                | Datum                                            | Wedstrijd                                        | Uitslag                                          | Competitie                                       | Goals                                            |                                                  |
| Als speler bij Rapid Wien                        | Als speler bij Rapid Wien                        | Als speler bij Rapid Wien                        | Als speler bij Rapid Wien                        | Als speler bij Rapid Wien                        | Als speler bij Rapid Wien                        | Als speler bij Rapid Wien                        |
| ------------------------------------------------ | ------------------------------------------------ | ------------------------------------------------ | ------------------------------------------------ | ------------------------------------------------ | ------------------------------------------------ | ------------------------------------------------ |
| 1                                                | 29 februari 2012                                 | Oostenrijk – Finland                             | 3 – 1                                            | Vriendschappelijk                                |                                                  |                                                  |
| 2                                                | 1 juni 2012                                      | Oostenrijk – Oekraïne                            | 3 – 2                                            | Vriendschappelijk                                |                                                  |                                                  |
| 3                                                | 5 juni 2012                                      | Oostenrijk – Roemenië                            | 0 – 0                                            | Vriendschappelijk                                |                                                  |                                                  |
| 4                                                | 15 augustus 2012                                 | Oostenrijk – Turkije                             | 2 – 0                                            | Vriendschappelijk                                |                                                  |                                                  |
| 5                                                | 11 september 2012                                | Oostenrijk – Duitsland                           | 1 – 2                                            | WK 2014 kwalificatie                             |                                                  |                                                  |
| 6                                                | 6 september 2013                                 | Duitsland – Oostenrijk                           | 3 – 0                                            | WK 2014 kwalificatie                             |                                                  |                                                  |
| 7                                                | 10 september 2013                                | Oostenrijk – Ierland                             | 1 – 0                                            | WK 2014 kwalificatie                             |                                                  |                                                  |
| Als speler bij 1. FC Nürnberg                    |                                                  |                                                  |                                                  |                                                  |                                                  |                                                  |
| 8                                                | 26 maart 2016                                    | Oostenrijk – Albanië                             | 2 – 1                                            | Vriendschappelijk                                |                                                  |                                                  |
| 9                                                | 29 maart 2016                                    | Oostenrijk – Turkije                             | 1 – 2                                            | Vriendschappelijk                                |                                                  |                                                  |
| Als speler bij Schalke 04                        |                                                  |                                                  |                                                  |                                                  |                                                  |                                                  |
| 10                                               | 24 maart 2017                                    | Oostenrijk – Moldavië                            | 2 – 0                                            | WK 2018 kwalificatie                             |                                                  |                                                  |
| 11                                               | 11 juni 2017                                     | Ierland – Oostenrijk                             | 1 – 1                                            | WK 2018 kwalificatie                             |                                                  |                                                  |
| 12                                               | 6 oktober 2017                                   | Oostenrijk – Servië                              | 3 – 2                                            | WK 2018 kwalificatie                             | 25'                                              |                                                  |
| 13                                               | 9 oktober 2017                                   | Moldavië – Oostenrijk                            | 0 – 1                                            | WK 2018 kwalificatie                             |                                                  |                                                  |
| 14                                               | 14 november 2017                                 | Oostenrijk – Uruguay                             | 2 – 1                                            | Vriendschappelijk                                |                                                  |                                                  |
| 15                                               | 23 maart 2018                                    | Oostenrijk – Slovenië                            | 3 – 0                                            | Vriendschappelijk                                |                                                  |                                                  |
| 16                                               | 27 maart 2018                                    | Luxemburg – Oostenrijk                           | 0 – 4                                            | Vriendschappelijk                                |                                                  |                                                  |
| 17                                               | 30 mei 2018                                      | Oostenrijk – Rusland                             | 1 – 0                                            | Vriendschappelijk                                |                                                  |                                                  |
| 18                                               | 2 juni 2018                                      | Oostenrijk – Duitsland                           | 2 – 1                                            | Vriendschappelijk                                |                                                  |                                                  |
| 19                                               | 10 juni 2018                                     | Oostenrijk – Brazilië                            | 0 – 3                                            | Vriendschappelijk                                |                                                  |                                                  |
| 20                                               | 6 september 2018                                 | Oostenrijk – Zweden                              | 2 – 0                                            | Vriendschappelijk                                |                                                  |                                                  |
| 21                                               | 11 september 2018                                | Bosnië en Herzegovina – Oostenrijk               | 1 – 0                                            | Nations League 2018/19                           |                                                  |                                                  |
| 22                                               | 12 oktober 2018                                  | Oostenrijk – Noord-Ierland                       | 1 – 0                                            | Nations League 2018/19                           |                                                  |                                                  |
| 23                                               | 16 oktober 2018                                  | Denemarken – Oostenrijk                          | 2 – 0                                            | Vriendschappelijk                                |                                                  |                                                  |
| 24                                               | 7 juni 2019                                      | Oostenrijk – Slovenië                            | 1 – 0                                            | EK 2020 kwalificatie                             | 74'                                              |                                                  |
| 25                                               | 10 juni 2019                                     | Noord-Macedonië – Oostenrijk                     | 1 – 4                                            | EK 2020 kwalificatie                             |                                                  |                                                  |

Bijgewerkt op 30 april 2025.

## Erelijst
| Topscorer Bundesliga | 1 | 2022/23 (21 goals) |